# Forrest Gregg
Alvis Forrest Gregg (Birthright, 18 de outubro de 1933 – Colorado Springs, 12 de abril de 2019) foi um jogador e treinador de futebol americano da National Football League (NFL), da Canadian Football League (CF) e da NCAA. Como atleta, destacou-se no campo como jogador de linha ofensiva por dezesseis temporadas, conquistando seis campeonatos da NFL, cinco com o Green Bay Packers, e três anéis de campeão do Super Bowl sendo dois com os Packers (edições I e II) e um com o Dallas Cowboys (edição VI). Gregg foi técnico de três times (Cleveland Browns, Cincinnati Bengals e o Packers), além de duas equipes da CFL (Toronto Argonauts e Shreveport Pirates). Como treinador, levou os Bengals ao Super Bowl, em 1981, mas perdeu para o San Francisco 49ers.
Conhecido como um atleta excepcional, foi facilmente eleito para o Hall da Fama do futebol americano em 1977.
Em 12 de abril de 2019, Gregg faleceu, aos 85 anos, devido a complicações devido ao mal de Parkinson, que fora provavelmente adquirido graças a repetidas concussões que ele sofreu durante a carreira.